# Giacomo Nizzolo
Giacomo Nizzolo (Milaan, 30 januari 1989) is een Italiaans wielrenner die anno 2024 voor Q36.5 Pro Cycling Team uitkomt.

## Carrière
Nizzolo werd in 2007 tweede op het Italiaanse kampioenschap keirin bij de junioren en derde op het wereldkampioenschap ploegenachtervolging voor junioren, samen met Paolo Locatelli, Elia Viviani en Luca Pirini.
In 2009 werd hij vierde in de wegrit op de Middellandse Zeespelen. In 2010 behaalde Nizzolo goede resultaten in Italiaanse koersen. Zo werd hij tweede in de Popolarissima di Treviso, negende in de GP Liberazione en behaalde hij een ereplaats in de Baby Giro. Het jaar erop tekende hij zijn eerste profcontract bij Leopard Trek, de nieuwe ploeg van Fabian Cancellara en de gebroeders Andy en Fränk Schleck. Hij behaalde goede resultaten in de Ronde van Catalonië.
In 2012 veranderde Leopard Trek zijn naam in RadioShack-Nissan-Trek. In dit seizoen brak Nizzolo door met etappezeges in de Ronde van Wallonië, de Eneco Tour (zijn eerste overwinning in de UCI World Tour) en in de Ronde van Poitou-Charentes. In augustus haalde Nizzolo opnieuw het podium in een World Tour-koers, hij behaalde deze ereplaats door als derde te finishen tijdens de Vattenfall Cyclassics.
Sinds 2012 is Nizzolo ieder jaar van start gegaan in de Ronde van Italië, waar hij in 2015 en 2016 winnaar werd van het puntenklassement. Het heeft echter tot 2021 geduurd eer hij er een etappe kon winnen; wel heeft hij in de sprintetappes al vele tweede plaatsen behaald. In de slotrit van de Ronde van Italië 2016 kwam Nizzolo als eerste over de meet in Turijn, maar werd hij na afloop gediskwalificeerd wegens onreglementair sprinten. De zege ging zodoende naar Nikias Arndt.

## Belangrijkste overwinningen
2011
5e etappe Ronde van Beieren
2012
3e etappe Ronde van Wallonië
Eind- en jongerenklassement Ronde van Wallonië
5e etappe Eneco Tour
Puntenklassement Eneco Tour
3e etappe Ronde van Poitou-Charentes
2013
Puntenklassement Ronde van de Algarve
2e en 3e etappe Ronde van Luxemburg
Puntenklassement Ronde van Luxemburg
2014
3e etappe Ronde van San Luis
2e etappe Ronde van Wallonië
2015
GP Nobili Rubinetterie
 Puntenklassement Ronde van Italië
2016
1e en 3e etappe Ronde van Kroatië
 Puntenklassement Ronde van Italië
GP Kanton Aargau
 Italiaans kampioen op de weg, Elite
Coppa Bernocchi
Ronde van Piemonte
1e etappe Ronde van Abu Dhabi
2017
2e etappe Hammer Sportzone Limburg
2018
7e etappe Ronde van San Juan
2019
6e etappe Ronde van Oman
5e etappe Ronde van Slovenië
1e etappe Ronde van Burgos
2020
5e etappe Tour Down Under
2e etappe Parijs-Nice
 Italiaans kampioen op de weg, Elite
 Europees kampioenschap op de weg, Elite
2021
Clásica de Almería
13e etappe Ronde van Italië
Circuito de Getxo
2022
1e etappe Ronde van Castilië en León
Puntenklassement Ronde van Castilië en León
2023
Tro Bro Léon
2024
4e etappe Sibiu Cycling Tour

## Resultaten in voornaamste wedstrijden
| Jaar | Ronde van Italië | Ronde van Frankrijk | Ronde van Spanje |
| ---- | ---------------- | ------------------- | ---------------- |
| 2011 |                  |                     |                  |
| 2012 | 130e             |                     |                  |
| 2013 | 130e             |                     |                  |
| 2014 | 141e             |                     |                  |
| 2015 | 137e             |                     |                  |
| 2016 | 109e             |                     |                  |
| 2017 | opgave           |                     |                  |
| 2018 |                  |                     | 140e             |
| 2019 | opgave           | opgave              |                  |
| 2020 |                  | opgave              |                  |
| 2021 | opgave (1)       |                     |                  |
| 2022 | opgave           |                     |                  |
| 2023 |                  |                     |                  |
| 2024 |                  |                     |                  |
| 2025 |                  |                     |                  |

| Jaar | Milaan-San Remo | Gent-Wevelgem | Ronde van Vlaanderen | Parijs-Roubaix | Ronde van Lombardije | Brussels Cycling Classic | Cyclassics Hamburg | Bretagne Classic |  | WK op de weg |  | Wereldranglijsten |
| ---- | --------------- | ------------- | -------------------- | -------------- | -------------------- | ------------------------ | ------------------ | ---------------- |  | ------------ |  | ----------------- |
| 2011 |                 |               |                      | opgave         |                      |                          | opgave             | 5e               |  |              |  | 98e (UWT)         |
| 2012 |                 |               |                      | opgave         |                      |                          | ↑                  | 7e               |  |              |  | 82e (UWT)         |
| 2013 | opgave          |               |                      |                |                      |                          | 13e                | ↑                |  |              |  | 59e (UWT)         |
| 2014 |                 |               |                      |                |                      | 7e                       | ↑                  | 9e               |  |              |  | 48e (UWT)         |
| 2015 | 84e             |               |                      |                | opgave               | 10e                      |                    | 31e              |  | 18e          |  | 56e (UWT)         |
| 2016 | 42e             | 11e           |                      |                |                      |                          | Brons              | 8e               |  | 5e           |  | 58e (UWT)         |
| 2017 |                 |               |                      |                |                      |                          |                    |                  |  |              |  | 303e (UWT)        |
| 2018 |                 |               |                      |                |                      |                          | 6e                 |                  |  |              |  | 84e (UWT)         |
| 2019 | 20e             | opgave        |                      |                |                      |                          | ↑                  | opgave           |  |              |  | 111e (UWR)        |
| 2020 | 5e              |               |                      |                |                      |                          |                    |                  |  |              |  |                   |
| 2021 | 18e             | ↑             | opgave               | opgave         |                      |                          |                    | 10e              |  | 15e          |  |                   |
| 2022 | 18e             |               |                      |                |                      | 14e                      | 65e                | 50e              |  |              |  |                   |
| 2023 |                 |               |                      |                |                      | opgave                   | 29e                |                  |  |              |  |                   |
| 2024 |                 |               |                      |                |                      | 46e                      | 73e                |                  |  |              |  |                   |
| 2025 |                 | opgave        | 56e                  | 37e            |                      |                          |                    |                  |  |              |  |                   |

## Ploegen
- 2011 –  Leopard Trek
- 2012 –  RadioShack-Nissan-Trek
- 2013 –  RadioShack Leopard
- 2014 –  Trek Factory Racing
- 2015 –  Trek Factory Racing
- 2016 –  Trek-Segafredo
- 2017 –  Trek-Segafredo
- 2018 –  Trek-Segafredo
- 2019 –  Team Dimension Data
- 2020 –  NTT Pro Cycling
- 2021 –  Team Qhubeka-ASSOS
- 2022 –  Israel-Premier Tech
- 2023 –  Israel-Premier Tech
- 2024 –  Q36.5 Pro Cycling Team
- 2025 –  Q36.5 Pro Cycling Team

Bennati ·
Cancellara     ·
Clarke ·
Denifl ·
Feillu ·
Fuglsang ·
Gerdemann ·
Klemme ·
Lund ·
Monfort ·
Mortensen ·
Nizzolo ·
O'Grady ·
Pedersen ·
Pires ·
Posthuma ·
Rohregger · 
A. Schleck ·
F. Schleck ·
Stamsnijder ·
Viganò ·
Voigt ·
Wagner ·
Wegmann ·
Weylandt (tot 09/05) ·
Zaugg ·
Selig (stagiair) 
Bakelants ·
Bennati ·
Bennett ·
Busche ·
Cancellara   ·
Didier ·
Fuglsang ·
Gallopin ·
Gerdemann ·
Hermans ·
Horner ·
Irizar ·
King ·
Klöden ·
Machado ·
Monfort ·
Nizzolo ·
Oliveira ·
Popovytsj ·
Posthuma ·
Rast ·
Rohregger · 
Roulston ·
A. Schleck ·
F. Schleck ·
Sergent ·
Voigt ·
Wagner ·
Zaugg ·
Zubeldia
Bakelants ·
Bennett ·
Busche ·
Cancellara ·
Devolder ·
Didier ·
Gallopin ·
Hermans ·
Hondo ·
Horner ·
Irizar ·
Jungels ·
King ·
Kišerlovski ·
Klöden ·
Machado ·
Monfort ·
Nizzolo ·
Oliveira ·
Popovytsj ·
Rast ·
Rohregger · 
Roulston ·
A. Schleck ·
F. Schleck ·
Sergent ·
Voigt ·
Zubeldia
Alafaci · Arredondo · Beppu · Busche · Cancellara · Devolder · Didier · Felline · Hondo · Irizar · Jungels · Kišerlovski · Nizzolo · Popovytsj · B. van Poppel · D. van Poppel · Rast · Roulston · A. Schleck · F. Schleck · Sergent · Silvestre · Stuyven · Vandewalle · Voigt · Watson · Zoidl · Zubeldia · Chevrier (stagiair) · Eastman (stagiair) · Kirsch (stagiair)
Alafaci · Arredondo · Beppu · Busche · Cancellara · Coledan · Devolder · Didier · Felline · Irizar · Jungels · McConnell · Mollema · Nizzolo · Popovytsj · B.van Poppel · D.van Poppel · Rast · Roulston · Schleck · Sergent · Silvestre · Steegmans · Stuyven · Vandewalle · Watson · Zoidl · Zubeldia · Basso (stagiair) · Bernard (stagiair) · Rekita (stagiair)
Alafaci · Arredondo · Beppu · Bernard · Bobridge · Bonifazio · Cancellara   · Coledan · Devolder · Didier · Felline · Hesjedal · Irizar · Mollema · Nizzolo · Popovytsj · van Poppel · Rast · Reijnen · Schleck · Stetina · Stuyven · Theuns · Zoidl · Zubeldia · Allegaert (stagiair) · Mosca (stagiair)
Alafaci · Beppu · Bernard · Brändle · Cardoso · Coledan · Contador · Daniel · Degenkolb · Didier · Felline · Gogl · Guerreiro · Hernández · Irizar · de Kort · Mollema · Nizzolo · Pantano · Pedersen · van Poppel · Rast · Reijnen · Stetina · Stuyven · Theuns · Zubeldia · Conci (stagiair) · Moschetti (stagiair) · Toovey (stagiair)
Alafaci · Beppu · Bernard · Brambilla · Brändle · Conci · Daniel · Degenkolb · Didier · Eg · Felline · Frame · Gogl · Grmay · Guerreiro · Irizar · de Kort · Mollema · Mullen · Nizzolo · Pantano · Pedersen · van Poppel · Rast · Reijnen · Skujiņš · Stetina · Stuyven
Bak · Boasson Hagen · Cavendish · Cummings · Davies · de Bod · Dlamini · Eisel · Gasparotto · Gebreigzabhier · Gibbons · J. Janse van Rensburg · R. Janse van Rensburg · King · Kreuziger · Mäder · Meintjes · Nizzolo · O'Connor · Renshaw · Slagter · Thomson · Tiller · Valgren · Venter · Vermote · Wyss
Barbero · Battistella · Boasson Hagen · Campenaerts · Carbel · De Bod · Dlamini · Dyball · Gasparotto · Gebreigzabhier · Gibbons · Gogl · Iribe · Janse van Rensburg · King · Kreuziger · Mäder · Meintjes · Nizzolo  · O'Connor · Pozzovivo · Sobrero · Stokbro · Sunderland · Thomson · Tiller · Valgren · Walscheid · Wyss
Armée · Aru · Barbero · Bennett · Brown · Campenaerts · Claeys · Clarke · Dlamini · Frankiny · Gogl · Hansen · Henao · Janse van Rensburg · Lindeman · Nizzolo  · Pelucchi · Power · Pozzovivo · Schmid · Stokbro · Sunderland · Tanfield · Vacek · Vinjebo · Walscheid · Wiśniowski
Barbier · Berwick · Bevin · Biermans · Boivin · Brändle · Cataford · Clarke · De Marchi · Dowsett · Einhorn · Froome · Fuglsang · Goldstein · Hagen · Hermans · Hollenstein · Houle · Impey · Jones · Neilands · Niv · Nizzolo · Piccoli · Sagiv (tot 3/8) · Strong · Teuns (vanaf 5/8) · Van Asbroeck · Vanmarcke · Woods · Würtz Schmidt · Zabel · Riccitello (stagiair)
Berwick · Boivin · Clarke · Einhorn · Frigo · Froome · Fuglsang · Gee · Goldstein · Hermans · Hollenstein · Hollyman · Houle · Impey · Jones · Neilands · Nizzolo · Pozzovivo (vanaf 6/3) · Reynders · Riccitello · Sagiv · Schultz · Strong · Teuns · Van Asbroeck · Vanmarcke (tot 7/7) · Williams · Woods · Würtz Schmidt · Zabel · Gilmore (stagiair) · Sheehan (stagiair)
Abreha · Azparren · Badilatti · Brambilla · Calzoni · Camprubi · Christen · Colombo (vanaf 1/8) · Conca · de la Cruz · Devriendt · Donovan · Fancellu · Frison · Hagen · Howson · Ludvigsson · Małecki · Monk · Moschetti · Nizzolo · Parisini · Rosskopf · Sajnok · Steimle · Townsend · Whelan · Zukowsky · Krijnsen (stagiair) · Sommer (stagiair)